# Ибрады
Ибрады (тур. İbradı) — город и район в провинции Анталья (Турция).

## История
В античные времена эти места были частью Писидии. Впоследствии ими владели персы, греки, римляне, византийцы, турки-сельджуки, и в итоге они вошли в состав Османской империи.

## Достопримечательности
В 9 км от города находится пещера Алтынбесик.